# Mein Apfelbäumchen
Mein Apfelbäumchen ist das sechste Kompilationsalbum des deutschen Liedermachers Reinhard Mey. Es erschien im Jahr 1989 und enthält 16 Lieder zum Thema „Kinder“.

## Veröffentlichung
Die Erstveröffentlichung von Mein Apfelbäumchen erfolgte am 1. August 1989 bei Intercord. Das Album erschien in seiner Originalausführung gleichzeitig als CD (Katalognummer: 896.004), LP (Katalognummer: 196.004) und MC (Katalognummer: 496.004) mit 16 Titeln. Am 4. November 2022 wurde die LP-Ausführung nochmals neu bei Odeon aufgelegt (Katalognummer: 060244825480).

## Inhalt
Der Titel des Albums und des ersten Liedes bezieht sich auf das Martin Luther zugeschriebene Zitat „Wenn morgen die Welt unterginge, würde ich heute noch mein Apfelbäumchen pflanzen“. Mey sagt dazu:

„Kinder zu haben, ist das aufregendste Abenteuer, das wir erleben können. Es ist der schwerste Beruf und die größte Herausforderung, die ich mir denken kann, und die glücklichste Erfahrung zugleich.“

Das Album vereint die 16 Lieder, die Mey bis 1988 zum Thema Kinder geschrieben hatte. Das älteste ist Menschenjunges von 1977. Das Spektrum reicht von Schlafliedern (Abends an deinem Bett) über die Unruhe, die Kinder verbreiten (Lulu) und ihre Probleme (Zeugnistag) bis zu einer ernsthaften Aufforderung (Nein, meine Söhne geb’ ich nicht).
Meys drei Kinder (Aller guten Dinge sind drei) waren etwa diesem Zeitraum geboren.

## Produktion
Die Arrangements stammen von Wilfried Grünberg und Kai Rautenberg. Das Begleitheft enthält alle Texte. Als Titelbild wurde Das kranke Kind von Käthe Kollwitz verwendet. Auf der Rückseite zeigt ein Foto von Harald Schmitt (Stern) Mey mit einem seiner Kinder.
Mey spendete seinen gesamten Anteil am Erlös des Albums an „Hilfe für krebskranke Kinder“.

## Titelliste
1. Mein Apfelbäumchen – 3:50
2. Keine ruhige Minute – 2:26
3. Menschenjunges – 5:21
4. Beim Blättern in den Bildern meiner Kindheit – 4:13
5. Zeugnistag – 4:19
6. Vaters Nachtlied – 2:51
7. Zu deinem dritten Geburtstag – 2:53
8. Nein, meine Söhne geb’ ich nicht – 4:52
9. Aller guten Dinge sind drei – 3:12
10. Die erste Stunde – 3:05
11. Und nun fängt alles das noch mal von vorne an – 3:39
12. Lulu – 3:08
13. Alles ist gut – 3:33
14. Ich frag’ mich seit ’ner Weile schon – 3:23
15. Abends an deinem Bett – 3:22
16. Kleiner Kamerad – 4:04

## Kommerzieller Erfolg

### Chartplatzierungen
| ChartsChartplatzierungen | Höchstplatzierung | Wochen/ Monate |
| ------------------------ | ----------------- | -------------- |
| Deutschland (GfK)        | 20 (19 Wo.)       | 19 Wo.         |
| Österreich (Ö3)          | 69 (0,5 Mt.)      | 0,5 Mt.        |

### Auszeichnungen für Musikverkäufe
| Land/Region        | Auszeichnungen für Musikverkäufe (Land/Region, Auszeichnung, Verkäufe) | Verkäufe |
| ------------------ | ---------------------------------------------------------------------- | -------- |
| Deutschland (BVMI) | Platin                                                                 | 500.000  |
| Insgesamt          | 1× Platin ·                                                            | 500.000  |